# Colchicum hungaricum
Colchicum hungaricum är en tidlöseväxtart som beskrevs av Victor von Janka. Colchicum hungaricum ingår i släktet tidlösor, och familjen tidlöseväxter. Inga underarter finns listade i Catalogue of Life.

## Bildgalleri

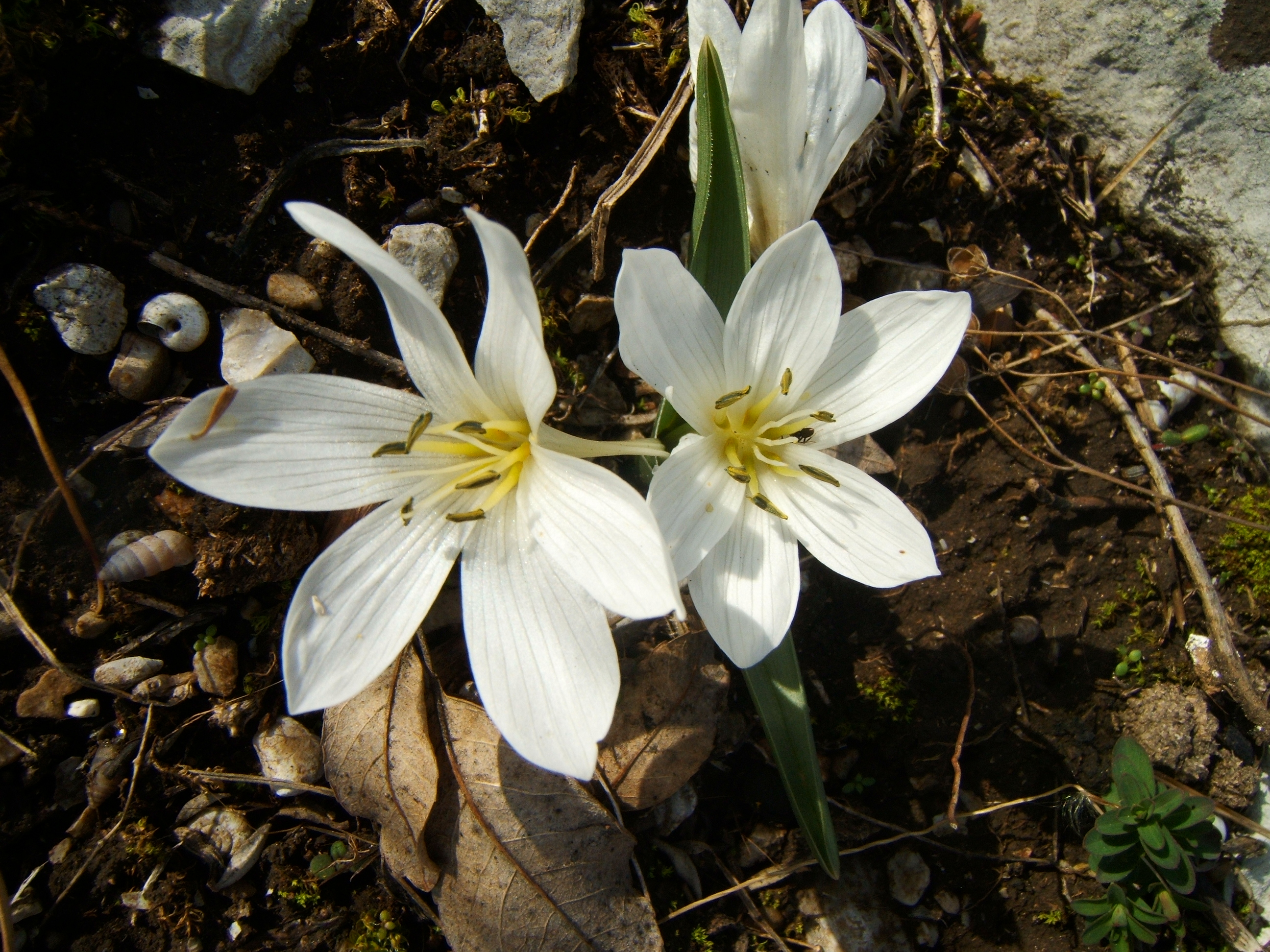
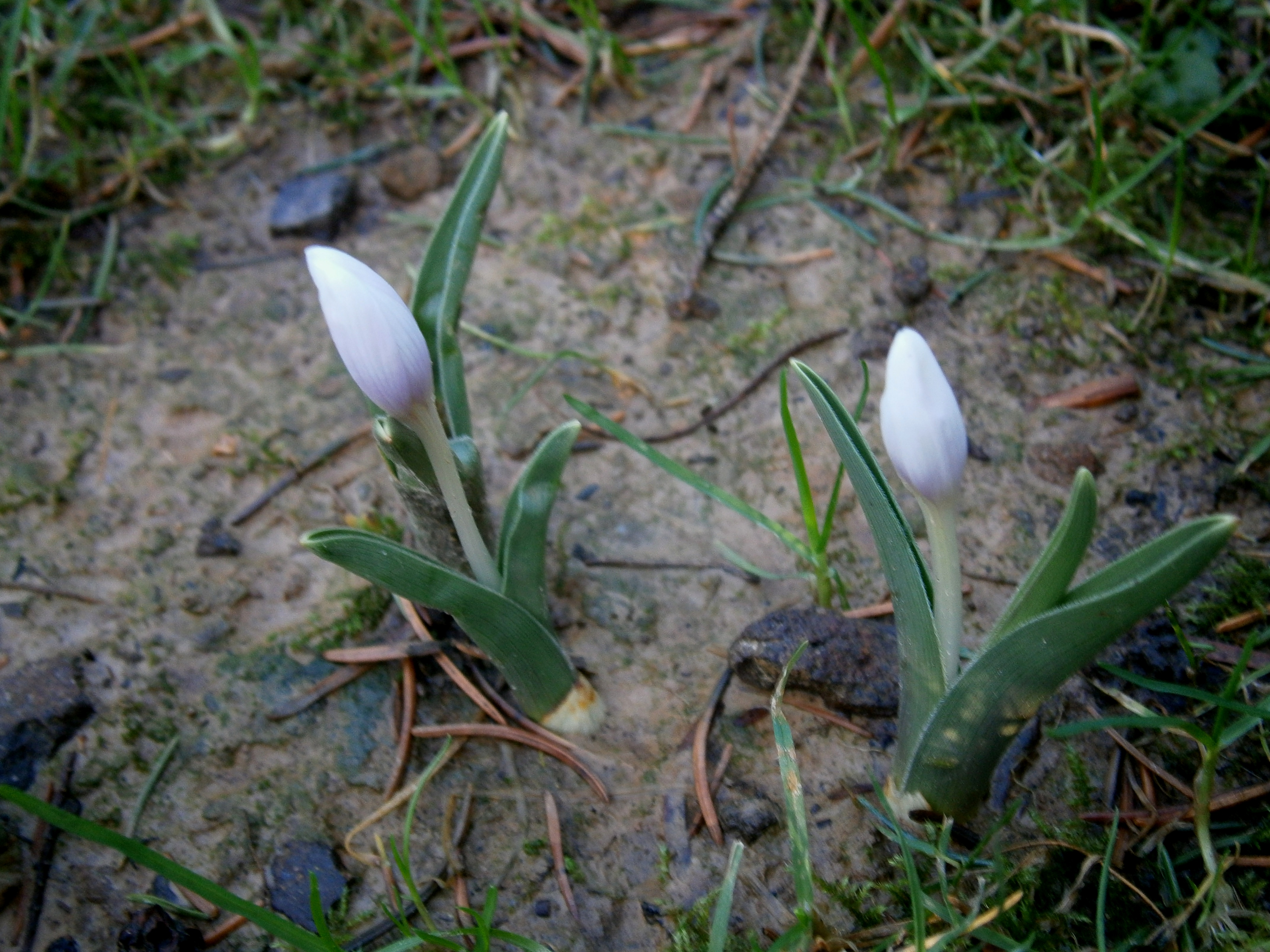
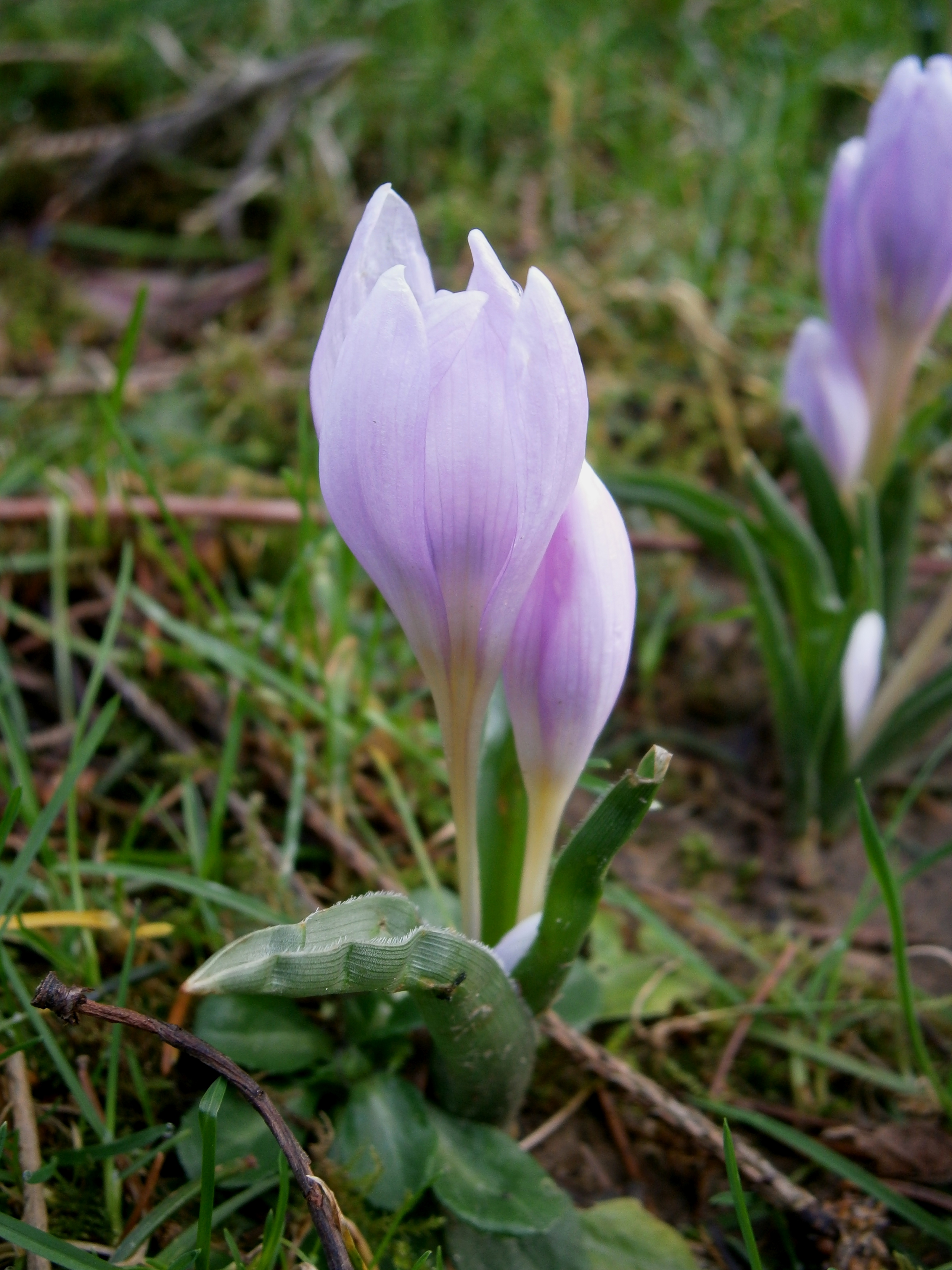
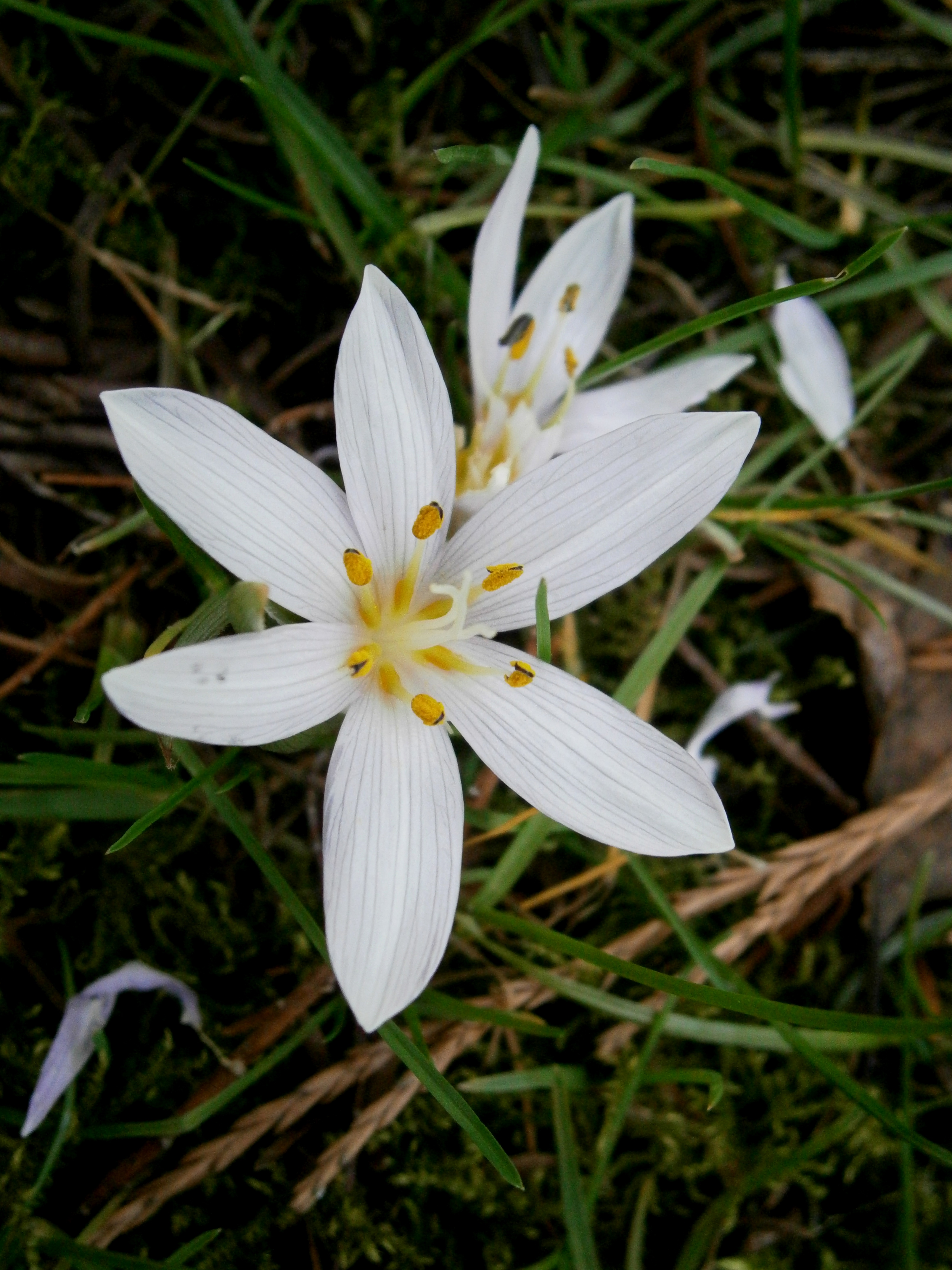
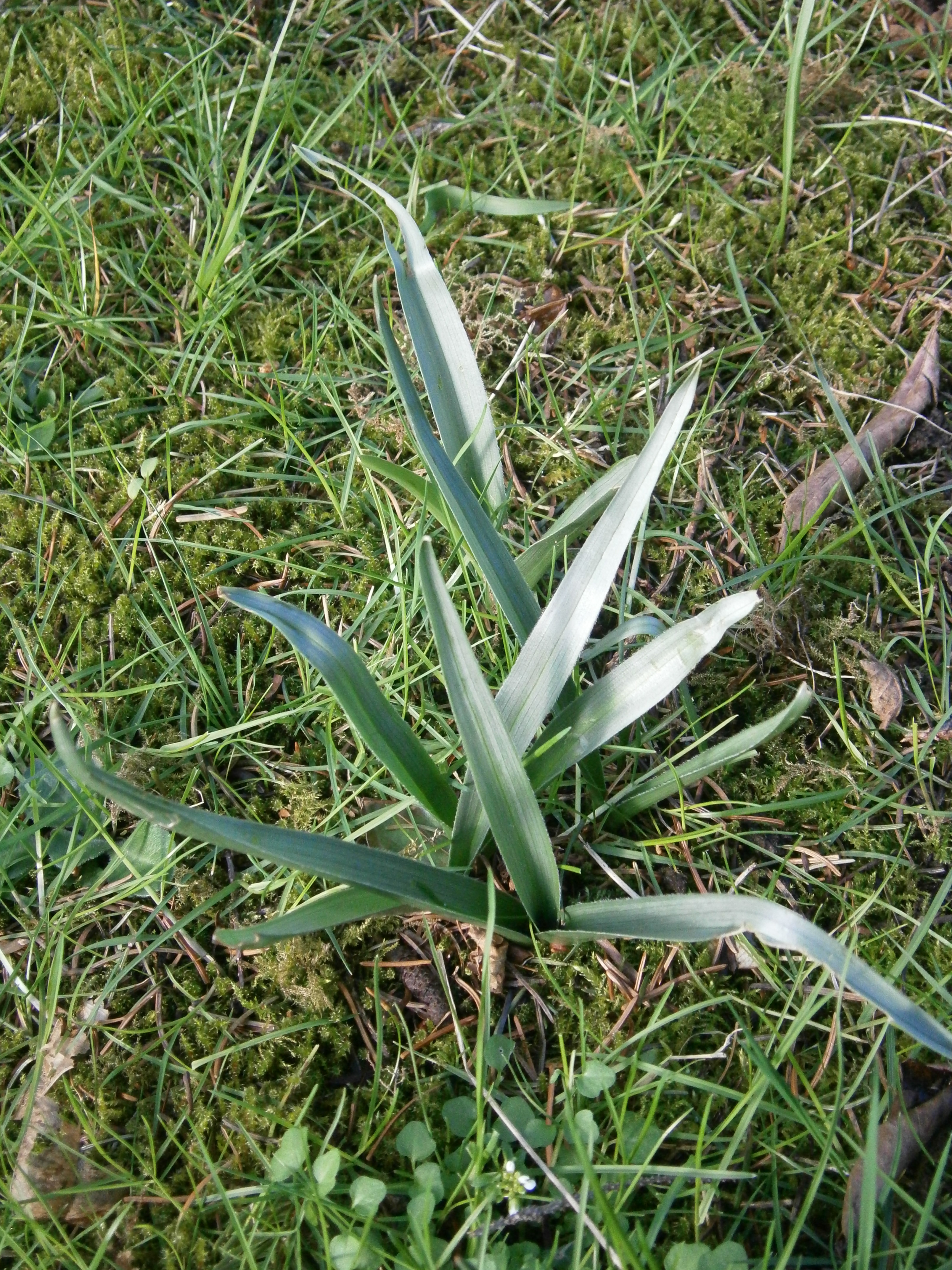